# Svetovno prvenstvo v hokeju na ledu 1934
Svetovno prvenstvo v hokeju na ledu 1934 je bilo osmo Svetovno prvenstvo v hokeju na ledu. Potekalo je med 3. in 11. februarjem 1934 v Milanu, Italija. Zlato medaljo je osvojila kanadska reprezentanca, srebrno ameriška, bronasto pa nemška, v konkurenci dvanajstih reprezentanc. 

## Dobitniki medalj
| Zlato | Srebro | Bron |
| ZDALeslie Bird Thomas Dewar James Dewey Clifford Lake Elmer Piper Albert Rogers Bert Scharfe Ronald Silver Ray Watkins Albert Welsh Harold Wilson Conrad Woods | KanadaWalter Bender Peter Besson Clem Harnedy Robert Jeremiah Edward Keating Richard Maley Fred McDonell Robert Nilon Arthur Smith Frank Stubbs | NemčijaTheodor Kaufmann Walter Leinweber Erich Römer J.A. von Bethmann Gustav Jaenecke Roman Kessler Horst Orbanowski Hanss Lang Dr. Strobel Werner George Alois Kuhn Werner Korff |

## Tekme
*-po podaljšku.

### Prvi krog
Najboljših sedem reprezentanc iz vseh treh skupin je napredovalo v drugi krog, kamor sta bili avtomatsko uvrščeni ameriška in kanadska reprezentanca.

#### Skupina A
| 3. februar 1934 | Madžarska | 2:0 | Združeno kraljestvo | Milano, Italija |

| Poročilo tekme      | Poročilo tekme | Poročilo tekme | Poročilo tekme | Poročilo tekme |
| ------------------- | -------------- | -------------- | -------------- | -------------- |
| Začetek: ni podatka |                |                |                |                |

| 4. februar 1934 | Združeno kraljestvo | 2:1 | Češkoslovaška | Milano, Italija |

| Poročilo tekme      | Poročilo tekme | Poročilo tekme | Poročilo tekme | Poročilo tekme |
| ------------------- | -------------- | -------------- | -------------- | -------------- |
| Začetek: ni podatka |                |                |                |                |

| 5. februar 1934 | Češkoslovaška | 2:1 | Madžarska | Milano, Italija |

| Poročilo tekme      | Poročilo tekme | Poročilo tekme | Poročilo tekme | Poročilo tekme |
| ------------------- | -------------- | -------------- | -------------- | -------------- |
| Začetek: ni podatka |                |                |                |                |

##### Lestvica
OT-odigrane tekme, z-zmage, n-neodločeni izidi, P-porazi, DG-doseženo goli, PG-prejeti goli, GR-gol razlika, T-točke.
| # | Reprezentanca       | OT | Z | N | P | DG | PG | GR | T |
| - | ------------------- | -- | - | - | - | -- | -- | -- | - |
| 1 | Madžarska           | 2  | 1 | 0 | 1 | 2  | 1  | +1 | 2 |
| 2 | Češkoslovaška       | 2  | 1 | 0 | 1 | 2  | 2  | 0  | 2 |
| 3 | Združeno kraljestvo | 2  | 1 | 0 | 1 | 2  | 3  | -1 | 2 |

#### Skupina B
| 3. februar 1934 | Švica | 20:0 | Belgija | Milano, Italija |

| Poročilo tekme      | Poročilo tekme | Poročilo tekme | Poročilo tekme | Poročilo tekme |
| ------------------- | -------------- | -------------- | -------------- | -------------- |
| Začetek: ni podatka |                |                |                |                |

| 3. februar 1934 | Francija | 4:1 | Romunija | Milano, Italija |

| Poročilo tekme      | Poročilo tekme | Poročilo tekme | Poročilo tekme | Poročilo tekme |
| ------------------- | -------------- | -------------- | -------------- | -------------- |
| Začetek: ni podatka |                |                |                |                |

| 3. februar 1934 | Romunija | 3:2 | Belgija | Milano, Italija |

| Poročilo tekme      | Poročilo tekme | Poročilo tekme | Poročilo tekme | Poročilo tekme |
| ------------------- | -------------- | -------------- | -------------- | -------------- |
| Začetek: ni podatka |                |                |                |                |

| 4. februar 1934 | Švica | 3:0 | Francija | Milano, Italija |

| Poročilo tekme      | Poročilo tekme | Poročilo tekme | Poročilo tekme | Poročilo tekme |
| ------------------- | -------------- | -------------- | -------------- | -------------- |
| Začetek: ni podatka |                |                |                |                |

| 5. februar 1934 | Belgija | 2:0 | Francija | Milano, Italija |

| Poročilo tekme      | Poročilo tekme | Poročilo tekme | Poročilo tekme | Poročilo tekme |
| ------------------- | -------------- | -------------- | -------------- | -------------- |
| Začetek: ni podatka |                |                |                |                |

| 5. februar 1934 | Švica | 7:0 | Romunija | Milano, Italija |

| Poročilo tekme      | Poročilo tekme | Poročilo tekme | Poročilo tekme | Poročilo tekme |
| ------------------- | -------------- | -------------- | -------------- | -------------- |
| Začetek: ni podatka |                |                |                |                |

##### Lestvica
OT-odigrane tekme, z-zmage, n-neodločeni izidi, P-porazi, DG-doseženo goli, PG-prejeti goli, GR-gol razlika, T-točke.
| # | Reprezentanca | OT | Z | N | P | DG | PG | GR  | T |
| - | ------------- | -- | - | - | - | -- | -- | --- | - |
| 1 | Švica         | 3  | 3 | 0 | 0 | 30 | 3  | +27 | 6 |
| 2 | Francija      | 3  | 1 | 0 | 2 | 4  | 6  | -2  | 2 |
| 3 | Romunija      | 3  | 1 | 0 | 2 | 6  | 13 | -7  | 2 |
| 4 | Belgija       | 3  | 1 | 0 | 2 | 5  | 23 | -18 | 2 |

#### Skupina C
| 3. februar 1934 | Avstrija | 2:1 | Nemčija | Milano, Italija |

| Poročilo tekme      | Poročilo tekme | Poročilo tekme | Poročilo tekme | Poročilo tekme |
| ------------------- | -------------- | -------------- | -------------- | -------------- |
| Začetek: ni podatka |                |                |                |                |

| 4. februar 1934 | Nemčija | 3:2 | Italija | Milano, Italija |

| Poročilo tekme      | Poročilo tekme | Poročilo tekme | Poročilo tekme | Poročilo tekme |
| ------------------- | -------------- | -------------- | -------------- | -------------- |
| Začetek: ni podatka |                |                |                |                |

| 5. februar 1934 | Italija | 1:0 | Avstrija | Milano, Italija |

| Poročilo tekme      | Poročilo tekme | Poročilo tekme | Poročilo tekme | Poročilo tekme |
| ------------------- | -------------- | -------------- | -------------- | -------------- |
| Začetek: ni podatka |                |                |                |                |

##### Lestvica
OT-odigrane tekme, z-zmage, n-neodločeni izidi, P-porazi, DG-doseženo goli, PG-prejeti goli, GR-gol razlika, T-točke.
| # | Reprezentanca | OT | Z | N | P | DG | PG | GR | T |
| - | ------------- | -- | - | - | - | -- | -- | -- | - |
| 1 | Nemčija       | 2  | 1 | 0 | 1 | 4  | 4  | 0  | 2 |
| 2 | Italija       | 2  | 1 | 0 | 1 | 3  | 3  | 0  | 2 |
| 3 | Avstrija      | 2  | 1 | 0 | 1 | 2  | 2  | 0  | 2 |

### Drugi krog
Prvourščene reprezentance iz vsake od treh skupin sta napredovali v polfinale, drugouvrščene v dodatne kvalifikacije za polfinale.

#### Skupina D
| 6. februar 1934 | ZDA | 1:0 | Češkoslovaška | Milano, Italija |

| Poročilo tekme      | Poročilo tekme | Poročilo tekme | Poročilo tekme | Poročilo tekme |
| ------------------- | -------------- | -------------- | -------------- | -------------- |
| Začetek: ni podatka |                |                |                |                |

| 7. februar 1934 | Češkoslovaška | 4:0 | Avstrija | Milano, Italija |

| Poročilo tekme      | Poročilo tekme | Poročilo tekme | Poročilo tekme | Poročilo tekme |
| ------------------- | -------------- | -------------- | -------------- | -------------- |
| Začetek: ni podatka |                |                |                |                |

| 8. februar 1934 | ZDA | 1:0 | Avstrija | Milano, Italija |

| Poročilo tekme      | Poročilo tekme | Poročilo tekme | Poročilo tekme | Poročilo tekme |
| ------------------- | -------------- | -------------- | -------------- | -------------- |
| Začetek: ni podatka |                |                |                |                |

##### Lestvica
OT-odigrane tekme, z-zmage, n-neodločeni izidi, P-porazi, DG-doseženo goli, PG-prejeti goli, GR-gol razlika, T-točke.
| # | Reprezentanca | OT | Z | N | P | DG | PG | GR | T |
| - | ------------- | -- | - | - | - | -- | -- | -- | - |
| 1 | ZDA           | 2  | 2 | 0 | 0 | 2  | 0  | +2 | 4 |
| 2 | Češkoslovaška | 2  | 1 | 0 | 0 | 4  | 1  | +3 | 2 |
| 3 | Avstrija      | 2  | 0 | 0 | 2 | 0  | 5  | -5 | 0 |

#### Skupina E
| 6. februar 1934 | Italija | 0:0* | Madžarska | Milano, Italija |

| Poročilo tekme      | Poročilo tekme | Poročilo tekme | Poročilo tekme | Poročilo tekme |
| ------------------- | -------------- | -------------- | -------------- | -------------- |
| Začetek: ni podatka |                |                |                |                |

| 7. februar 1934 | Švica | 1:0 | Madžarska | Milano, Italija |

| Poročilo tekme      | Poročilo tekme | Poročilo tekme | Poročilo tekme | Poročilo tekme |
| ------------------- | -------------- | -------------- | -------------- | -------------- |
| Začetek: ni podatka |                |                |                |                |

| 8. februar 1934 | Švica | 3:0 | Italija | Milano, Italija |

| Poročilo tekme      | Poročilo tekme | Poročilo tekme | Poročilo tekme | Poročilo tekme |
| ------------------- | -------------- | -------------- | -------------- | -------------- |
| Začetek: ni podatka |                |                |                |                |

##### Lestvica
OT-odigrane tekme, z-zmage, n-neodločeni izidi, P-porazi, DG-doseženo goli, PG-prejeti goli, GR-gol razlika, T-točke.
| # | Reprezentanca | OT | Z | N | P | DG | PG | GR | T |
| - | ------------- | -- | - | - | - | -- | -- | -- | - |
| 1 | Švica         | 2  | 2 | 0 | 0 | 4  | 0  | +4 | 4 |
| 2 | Madžarska     | 2  | 0 | 1 | 1 | 0  | 1  | -1 | 1 |
| 3 | Italija       | 2  | 0 | 1 | 1 | 0  | 3  | -3 | 1 |

#### Skupina F
| 6. februar 1934 | Kanada | 9:0 | Francija | Milano, Italija |

| Poročilo tekme      | Poročilo tekme | Poročilo tekme | Poročilo tekme | Poročilo tekme |
| ------------------- | -------------- | -------------- | -------------- | -------------- |
| Začetek: ni podatka |                |                |                |                |

| 7. februar 1934 | Kanada | 6:0 | Nemčija | Milano, Italija |

| Poročilo tekme      | Poročilo tekme | Poročilo tekme | Poročilo tekme | Poročilo tekme |
| ------------------- | -------------- | -------------- | -------------- | -------------- |
| Začetek: ni podatka |                |                |                |                |

| 8. februar 1934 | Nemčija | 4:0 | Francija | Milano, Italija |

| Poročilo tekme      | Poročilo tekme | Poročilo tekme | Poročilo tekme | Poročilo tekme |
| ------------------- | -------------- | -------------- | -------------- | -------------- |
| Začetek: ni podatka |                |                |                |                |

##### Lestvica
OT-odigrane tekme, z-zmage, n-neodločeni izidi, P-porazi, DG-doseženo goli, PG-prejeti goli, GR-gol razlika, T-točke.
| # | Reprezentanca | OT | Z | N | P | DG | PG | GR  | T |
| - | ------------- | -- | - | - | - | -- | -- | --- | - |
| 1 | Kanada        | 2  | 2 | 0 | 0 | 15 | 0  | +15 | 4 |
| 2 | Nemčija       | 2  | 1 | 0 | 1 | 4  | 6  | -2  | 2 |
| 3 | Francija      | 2  | 0 | 0 | 2 | 0  | 13 | -13 | 0 |

### Dodatne kvalifikacije za polfinale
| 9. februar 1934 | Nemčija | 1:0* | Češkoslovaška | Milano, Italija |

| Poročilo tekme      | Poročilo tekme | Poročilo tekme | Poročilo tekme | Poročilo tekme |
| ------------------- | -------------- | -------------- | -------------- | -------------- |
| Začetek: ni podatka |                |                |                |                |

#### Lestvica
OT-odigrane tekme, z-zmage, n-neodločeni izidi, P-porazi, DG-doseženo goli, PG-prejeti goli, GR-gol razlika, T-točke.
| # | Reprezentanca | OT        | Z         | N         | P         | DG        | PG        | GR        | T         |
| - | ------------- | --------- | --------- | --------- | --------- | --------- | --------- | --------- | --------- |
| 1 | Nemčija       | 1         | 1         | 0         | 0         | 1         | 0         | +1        | 2         |
| 2 | Češkoslovaška | 1         | 0         | 0         | 1         | 0         | 1         | -1        | 0         |
| 3 | Madžarska     | odstopila | odstopila | odstopila | odstopila | odstopila | odstopila | odstopila | odstopila |

### Zaključni boji

#### Boj za 7. do 12. mesto
| 8. februar 1934 | Združeno kraljestvo | 3:0 | Belgija | Milano, Italija |

| Poročilo tekme      | Poročilo tekme | Poročilo tekme | Poročilo tekme | Poročilo tekme |
| ------------------- | -------------- | -------------- | -------------- | -------------- |
| Začetek: ni podatka |                |                |                |                |

| 9. februar 1934 | Avstrija | 2:1 | Združeno kraljestvo | Milano, Italija |

| Poročilo tekme      | Poročilo tekme | Poročilo tekme | Poročilo tekme | Poročilo tekme |
| ------------------- | -------------- | -------------- | -------------- | -------------- |
| Začetek: ni podatka |                |                |                |                |

| 9. februar 1934 | Italija | 3:0 | Romunija | Milano, Italija |

| Poročilo tekme      | Poročilo tekme | Poročilo tekme | Poročilo tekme | Poročilo tekme |
| ------------------- | -------------- | -------------- | -------------- | -------------- |
| Začetek: ni podatka |                |                |                |                |

| 10. februar 1934 | Avstrija | 3:1 | Romunija | Milano, Italija |

| Poročilo tekme      | Poročilo tekme | Poročilo tekme | Poročilo tekme | Poročilo tekme |
| ------------------- | -------------- | -------------- | -------------- | -------------- |
| Začetek: ni podatka |                |                |                |                |

| 10. februar 1934 | Združeno kraljestvo | 4:1 | Italija | Milano, Italija |

| Poročilo tekme      | Poročilo tekme | Poročilo tekme | Poročilo tekme | Poročilo tekme |
| ------------------- | -------------- | -------------- | -------------- | -------------- |
| Začetek: ni podatka |                |                |                |                |

| 11. februar 1934 | Združeno kraljestvo | 2:1 | Romunija | Milano, Italija |

| Poročilo tekme      | Poročilo tekme | Poročilo tekme | Poročilo tekme | Poročilo tekme |
| ------------------- | -------------- | -------------- | -------------- | -------------- |
| Začetek: ni podatka |                |                |                |                |

| 11. februar 1934 | Italija | 2:2* | Avstrija | Milano, Italija |

| Poročilo tekme      | Poročilo tekme | Poročilo tekme | Poročilo tekme | Poročilo tekme |
| ------------------- | -------------- | -------------- | -------------- | -------------- |
| Začetek: ni podatka |                |                |                |                |

##### Lestvica
OT-odigrane tekme, z-zmage, n-neodločeni izidi, P-porazi, DG-doseženo goli, PG-prejeti goli, GR-gol razlika, T-točke.
| #  | Reprezentanca       | OT        | Z         | N         | P         | DG        | PG        | GR        | T         |
| -- | ------------------- | --------- | --------- | --------- | --------- | --------- | --------- | --------- | --------- |
| 7  | Avstrija            | 3         | 2         | 1         | 0         | 7         | 4         | +3        | 5         |
| 8  | Združeno kraljestvo | 3         | 2         | 0         | 1         | 7         | 4         | +3        | 4         |
| 9  | Italija             | 3         | 1         | 1         | 1         | 6         | 6         | 0         | 3         |
| 10 | Romunija            | 3         | 0         | 0         | 3         | 2         | 8         | -6        | 0         |
| 11 | Francija            | odstopila | odstopila | odstopila | odstopila | odstopila | odstopila | odstopila | odstopila |
| 12 | Belgija             | odstopila | odstopila | odstopila | odstopila | odstopila | odstopila | odstopila | odstopila |

#### Polfinale
| 10. februar 1934 | Kanada | 2:1* | Švica | Milano, Italija |

| Poročilo tekme      | Poročilo tekme | Poročilo tekme | Poročilo tekme | Poročilo tekme |
| ------------------- | -------------- | -------------- | -------------- | -------------- |
| Začetek: ni podatka |                |                |                |                |

| 10. februar 1934 | ZDA | 3:0 | Nemčija | Milano, Italija |

| Poročilo tekme      | Poročilo tekme | Poročilo tekme | Poročilo tekme | Poročilo tekme |
| ------------------- | -------------- | -------------- | -------------- | -------------- |
| Začetek: ni podatka |                |                |                |                |

#### Tekma za 3. mesto
| 11. februar 1934 | Nemčija | 2:1* | Švica | Milano, Italija |

| Poročilo tekme      | Poročilo tekme | Poročilo tekme | Poročilo tekme | Poročilo tekme |
| ------------------- | -------------- | -------------- | -------------- | -------------- |
| Začetek: ni podatka |                |                |                |                |

#### Finale
*-po podaljšku.
| 11. februar 1934 | Kanada | 2:1* | ZDA | Milano, Italija |

| Poročilo tekme      | Poročilo tekme | Poročilo tekme | Poročilo tekme | Poročilo tekme |
| ------------------- | -------------- | -------------- | -------------- | -------------- |
| Začetek: ni podatka |                |                |                |                |

## Končni vrstni red
1. Kanada
2. ZDA
3. Nemčija
4. Švica
5. Češkoslovaška
6. Madžarska
7. Avstrija
8. Združeno kraljestvo
9. Italija
10. Romunija
11. Francija
12. Belgija